# Teuchlbach
Der Teuchlbach ist ein rechter Nebenfluss der Möll in Kärnten, Österreich.

## Verlauf und Einzugsgebiet
Der Teuchlbach ist ein Bach in der Kreuzeckgruppe, er entspringt nördlich vom Kreuzeck. Er fließt von dort in östlicher Richtung, stürzt bei der Plotschtrattenhütte über zwei Wasserfälle hinab und mündet bei Napplach in die Möll.
Auf der Sonnseite des unteren Teuchlbachtals liegt die Streusiedlung Teuchl.
Das Einzugsgebiet des Teuchlbachs gehört zur Gemeinde Reißeck.

## Berge
Das Quellgebiet des Teuchlbachs ist umgeben von Striedenkopf (2749 m), Scheuchenkopf (2715 m), Schwarzriesenkopf (2613 m), Kreuzeck (2701 m) und Dechant (2609 m). Im Norden schließen daran an Schneestellkopf (2688 m), Polinik (2784 m) und Teuchlspitz (2320 m), im Süden liegen Seebachhöhe (2479 m), Annaruhe (2508 m), Kleines Kreuzeck (2505 m) und Salzkofel (2499 m).

## Wandern
Im Tal des Teuchlbachs gibt es mehrere Wanderwege, so zum Beispiel vom Gasthof Alpenheim zur Salzkofelhütte oder Gasthof Alpenheim zur Feldnerhütte.

## Nebenbäche
Das Einzugsgebiet des Teuchlbach hat eine Fläche von 57,6 Quadratkilometern. Die größten Nebenbäche sind:
| Name            | Mündungsseite | Mündungsort       | Einzugsgebiet in km² |
| --------------- | ------------- | ----------------- | -------------------- |
| Trögerbach      | links         |                   | 1,4                  |
| Dechantbach     | rechts        |                   | 4,6                  |
| Kleinblößenbach | links         |                   | 1,3                  |
| Großblößenbach  | links         | Wirtsalm          | 3,3                  |
| Seebach         | rechts        | Gasthof Alpenheim | 7,9                  |
| Sternbach       | rechts        | Hubertusheim      | 4,2                  |
| Blasbach        | rechts        | Teuchl            | 2,9                  |

## Bergbau
Im Bereich der Dechantalm zwischen Dechant und Seebachhöhe wurde im 17. und 18. Jahrhundert Silber abgebaut.

## Energie
Kraftwerksgruppe Reißeck-Kreuzeck: Auf rund 1220 Meter Seehöhe wird Wasser des Teuchlbachs gefasst und über den Tagesspeicher Roßwiese der Kraftstation Kolbnitz zugeführt.